# Tiziano Tessitori
Tiziano Tessitori (Sedegliano, 13 gennaio 1895 – Udine, 19 aprile 1973) è stato un politico italiano, ministro e sottosegretario di vari governi.

## Biografia
Tiziano, terzo di sei fratelli, nasce in una modesta famiglia friulana, figlio di Giacomo, piccolo proprietario terriero, e di Domenica Pressacco. Nel 1909 entra nel Seminario Arcivescovile di Udine ed entra in contatto con le idee moderniste.
Arruolato nel Regio Esercito, Tessitori partecipa alla prima guerra mondiale ed è testimone della ritirata di Caporetto, scrivendo anche alcune lettere dal fronte che saranno pubblicate dal giornale L'Avvenire d'Italia.
Il 15 agosto 1919 aderisce al Partito Popolare italiano su invito dell'avvocato Agostino Candolini. I due diventeranno leader delle leghe bianche contadine, e il 13 luglio 1920 otterranno la riforma dei patti agrari.
Il 19 marzo 1921 sposa Lucia Gori, figlia del pittore preraffaellita Tita Gori, futura presidentessa del comitato provinciale della croce rossa e partigiana nella Brigata Osoppo. Avranno quattro figli: Agostino, Giustina, Anna e Luisa.
Nel maggio 1921 è eletto nelle file del Partito Popolare: è il più giovane deputato d'Italia (decadrà nel maggio 1922 perché la sanatoria per gli eletti con meno di trent'anni non fu accolta).
Il 6 ottobre 1921 lancia dalle colonne de L'Avvenire d'Italia l'appello alla collaborazione tra popolari e socialisti per fermare l'avanzata del fascismo.
Durante gli anni della dittatura si ritira dalla vita politica ed esercita l'attività forense. Collabora con la rivista letteraria Il frontespizio di Giovanni Papini.
Il 12 luglio 1945 sul quotidiano del CLN Libertà enuncia in tre articoli il suo “Manifesto per l'autonomia friulana”: è l'avvio di una lunga battaglia che porterà alla nascita del Friuli-Venezia Giulia affrancato dal Veneto e che gli varrà l'appellativo di “padre” della Regione.
Il 29 luglio 1945 fonda l'Associazione per l'autonomia friulana. In ottobre accetta l'invito a iscriversi alla DC per la quale è eletto deputato alla Costituente. Il presidente del Consiglio, Alcide De Gasperi gli affida l'incarico di illustrare per primo, alla Camera, la posizione regionalista della DC nella stesura della Costituzione.
L'11 gennaio 1947 nasce il Comitato per l'autonomia regionale. Il 19, all'assemblea fondativa del Movimento popolare friulano per l'autonomia regionale, appena fondato da Gianfranco D'Aronco, Chino Ermacora e Pier Paolo Pasolini, che si tiene al cinema Puccini di Udine, Tessitori tiene il suo comizio più noto sulla Regione friulana.
Il 27 giugno 1947, con l'emendamento Tessitori, la Costituente approva lo statuto speciale per la Regione Friuli-Venezia Giulia. Tutte le forze politiche friulane sono contrarie: temono che la specialità esponga al pericolo di rivendicazioni slave. Con Tessitori si schiera soltanto il Movimento di D'Aronco.
Il 22 luglio 1947 Tessitori subisce un attentato. Un ordigno è installato all'ingresso della propria casa, la deflagrazione per fortuna non ha  conseguenze.
La Costituente approva la X norma transitoria che si tradurrà in un rinvio dello statuto di autonomia di quindici anni.
Dal 1950 al 1953 Tessitori è sottosegretario al Tesoro nei governi De Gasperi. È anche nominato alto commissario alla Sanità. Nel luglio 1960 è ministro della Riforma burocratica (il primo ministro del Friuli repubblicano), a lui si deve la legalizzazione dell'uso della penna a sfera nella firma di contratti e atti pubblici.
Il 25 giugno 1962, in Senato, presenta quattro emendamenti riguardanti l'istituzione della provincia di Pordenone, Udine capoluogo amministrativo per ragioni geopolitiche, Trieste città speciale nella specialità della Regione, con ampia potestà di autogoverno. La DC lo sconfessa. Il 24 luglio lo statuto speciale è infine approvato. Nasce dai progetti di Lorenzo Biasutti, Armani, Schiratti, Toros, Pelizzo, e di Tessitori.
Per quasi l'intero decennio è presidente della Filologica friulana, dell'Ente Friuli nel mondo e della Deputazione di storia patria per la quale pubblica una serie di saggi (il più noto è Albori del socialismo in Friuli). Scrive, inoltre, l'opera: Cristo. Processo, condanna, resurrezione. Nel 1964 dà alle stampe la Storia del movimento cattolico in Friuli dal 1858 al 1917. Scrive di lui il medievalista Carlo Guido Mor: “Tessitori è uno storico che cerca dietro il documento un'idea (…) Cercare le idee altrui, ecco un problema contemporaneo”.
Nel 1966 pubblica Friuli 1866. Uomini e problemi, e una raccolta dei suoi Discorsi parlamentari. Nel maggio del 1968 è rieletto senatore. Pochi mesi dopo è di nuovo ministro della Riforma burocratica. Nel 1969 pubblica San Paolo, un saggio-romanzo sulle origini della predicazione cristiana. Nel 1972 dà alle stampe Storia del Partito popolare in Friuli 1919-1925.
Si spegne a Udine a 78 anni, il 19 aprile 1973..